# Cylloepus danforthi
Cylloepus danforthi är en skalbaggsart som beskrevs av Musgrave. Cylloepus danforthi ingår i släktet Cylloepus och familjen bäckbaggar. Inga underarter finns listade i Catalogue of Life.